# Берндтсон, Фредрик
Фредрик Берндтсон (фин. Fredrik Berndtson; 27 апреля 1820, Фалун, Швеция — 2 ноября 1881, Гельсинфорс, Великое княжество Финляндское, Российская империя) — шведско-финский журналист, редактор, писатель

, поэт, драматург, переводчик, доктор философии (1847), педагог.

## Биография
Шведского происхождения. Сын горного инженера, переехавшего из Швеции в Финляндию. Окончил гимназию в Уппсале (1839) и Гельсинфорсе (1842). Изучал гуманитарные науки в Гельсингфорсском университете. В 1847 году стал доктором философии.
С 1844 года работал куратором Национальной библиотеки Финляндии.
В 1845—1847 и 1849 годах публиковал, так называемый, поэтический календарь под названием Неккен, а в 1851 году ещё один — «Бабочка».
В 1847—1853 годах — доцент, первым стал читать лекции по эстетике в Императорском Александровском университете в Хельсинки. Позже, в 1853 году — профессор эстетики и современной литературы.
В 1844—1849 и 1851 годах редактировал газету Helsingfors Morgonblad. С 1855 по 1877 был служил управляющим канцелярией генерал-губернатора Великого княжества Финляндского. Был заместителем редактора Virallinen lehti, официального печатного органа Генерал-губернаторства, главный редактор до 1865 годах.

## Творчество
Оказал влияние на национальную романтическую поэзию в Финляндии. Писал стихи, рассказы, театральные рецензии и пьесы.
Кроме двух философских сочинений по-латыни (Гельсингфорс, 1847), написал на шведском языке: «Матильда» (поэма 1840), «Сотворение женщины» (1842), «Воспоминания старика» (1843), «Новеллы и эскизы» (1851), «Превратности жизни» (1855), драма в 5 действиях; «Драматические и критические этюды» (1879), «Поэтический календарь» и много переводов с французского, датского и немецкого языков (в частности, Д. С. Милля, Ф. Куна, Бомарше, Б. Франклина и др.).
Отец художника Гуннара Берндтсона (1854—1895).

## Избранные произведения
- Mathilda : en dikt. Fahlun: P. A. Huldbergs boktryckeri. 1840.
- Qvinnans skapelse : lyrisk fantasi. Helsingfors. 1842.
- Den gamles minnen : bilder från finska skogsbygden. Borgå. 1843.
- Notiser om Helsingfors för resande i synnerhet bad- och brunnsgäster. Helsingfors. 1845.
- Smärre dikter. Helsingfors: 1846.
- Historisk-topografisk teckning till panorama af Helsingfors. Helsingfors. 1847.
- Litterära soiréer i Helsingfors under hösten 1849 — Tredje soiréen. Helsingfors. 1849.
- Noveller och teckningar. Helsingfors: 1851.
- Ur lifvets strid : skådespel i fem acter. Örebro. 1851.
- Tiden theaterdirektör : nyårsskämt med sång i en akt. Helsingfors. 1867.
- St Petersburg-Riihimäki jernvägsbygnad. Helsingfors. 1871.
- Dramatiska studier och kritiker. Helsingfors: 1879.
- Valda dikter : efter författarens död utgifna. Helsingfors: 1882.
- Minnesrunor öfver några vår odlings män. Helsingfors. 1886.